# Чорнушинський район
Чорнушинський район (рос. Чернушинский район, башк. Чернушка районы, тат. Чернушка районы) — адміністративно-територіальна одиниця в складі Пермського краю Росії.
Адміністративний центр району — місто Чорнушка.  
Населення - 50 364 осіб. Національний склад (2010): росіяни - 77,4%, татари - 7,6%, башкири - 6,6%, удмурти — 4,3 %.

## Географія
Район розташований на крайньому півдні краю і межує з Куєдинським, Бардимським, Уїнським, Октябрським районами Пермського краю і Аскінським, Татишлинським районами Республіки Башкортостан.
Район знаходиться в східній частині Буйської хвилястої рівнини, на рівнинно-горбистому Приураллі, на відрогах Тулвінської височини, в зоні широколистяно-хвойних лісів, які зазнали помітного антропогенного впливу.

## Історія
Утворений в лютому 1924 роки як Рябківський район, але вже в наступному 1925 році був перейменований в Чорнушинський район (через переніс центру району з села Рябки в місто Чорнушка).
1 січня 2020 року муніципальний район був скасований, а всі міські та сільські поселення об'єднані в муніципальне утворення Чорнушинський міський округ.

## Економіка
Основу економіки району становить нафтогазовидобувна галузь, на частку якої припадає понад 70% в загальному обсязі виробництва. Також район володіє розвиненими сільським господарством та транспортною інфраструктурою.